# Blesovce
Blesovce (in ungherese Belesz) è un comune della Slovacchia facente parte del distretto di Topoľčany, nella regione di Nitra.